# Франкл, Виктор
Ви́ктор Эми́ль Франкл (нем. Viktor Emil Frankl; 26 марта 1905, Вена, Австро-Венгрия — 2 сентября 1997, Вена, Австрия) — австрийский психиатр, психолог, философ и невролог, бывший узник нацистского концентрационного лагеря. Известен как создатель логотерапии (буквально: исцеление смыслом) — направления в экзистенциальной психологии и психотерапии и как основатель третьей венской школы (после психоанализа Фрейда и индивидуальной психологии Адлера).

## Ранние годы
Франкл родился в Вене в еврейской семье, родители его были гражданскими служащими (нем. Beamtenfamilie). Со стороны матери — внучатый племянник пражского прозаика и поэта Оскара Винера (1873—1944). В юном возрасте проявил интерес к психологии. Дипломную работу в гимназии посвятил психологии философского мышления. После окончания в 1923 году гимназии изучал медицину в Венском университете, где позднее выбрал специализацию в области неврологии и психиатрии (доктор медицины, 1930). Особо глубоко изучал психологию депрессий и самоубийств. Ранний опыт Франкла формировался под влиянием Зигмунда Фрейда и Альфреда Адлера, однако впоследствии Франкл отойдёт от их воззрений.
Франкл присоединился к Социалистической рабочей молодёжи и в 1924 году был избран президентом Союза социалистических учащихся Австрии (Sozialistische Mittelschüler Österreich) при Социал-демократической партии Австрии. Работая в этой должности, Франкл создал специализированную программу поддержки для студентов в период получения аттестатов. За время работы Франкла в этой роли не было отмечено ни одного случая самоубийств среди венских студентов. Успех программы привлёк внимание Вильгельма Райха, который пригласил Франкла в Берлин.
В 1933—1937 годах Франкл возглавлял так называемый Selbstmörderpavillon, отделение по предотвращению самоубийств одной из венских клиник. Пациентами Франкла стали свыше тридцати тысяч женщин, подверженных риску самоубийства. Тем не менее с приходом к власти нацистов в 1938 году Франклу запретили лечить арийских пациентов по причине его еврейского происхождения. Франкл занялся частной практикой, а в 1940 году возглавил неврологическое отделение Ротшильдской больницы, где также работал нейрохирургом. В тот период это была единственная больница, куда допускали евреев. Благодаря усилиям Франкла нескольких пациентов удалось спасти от уничтожения в рамках нацистской программы эвтаназии.
В 1941 году Франкл женился на Тилли Гроссер.

## Заключённый, психотерапевт
25 сентября 1942 года Франкл, его жена и родители были депортированы в концентрационный лагерь Терезиенштадт. В лагере Франкл встретил доктора Карла Флейшмана, который на тот момент вынашивал план по созданию организации психологической помощи вновь прибывающим заключённым. Организовать выполнение этой задачи он поручил Виктору Франклу как бывшему психиатру.
Всё своё время пребывания в концлагере Франкл посвятил врачебной деятельности, которую он, естественно, держал втайне от СС. Вместе с другими психиатрами и социальными работниками со всей Центральной Европы он оказывал заключённым специализированную помощь. Задача службы состояла в преодолении первоначального шока и оказании поддержки на начальном этапе пребывания.
Особое внимание было уделено людям, которым угрожала особая опасность: эпилептикам, лицам с психическими отклонениями, «асоциальным», а кроме того, всем пожилым и немощным. В этих условиях необходимо было принимать особые меры и проводить специальную подготовку. Врачи пытались устранить у этих людей психический вакуум, который можно описать словами одной пожилой женщины: «Вечером я спала, а днём страдала». Особую активную роль сыграл берлинский психиатр д-р Вольф, который использовал метод «аутогенной тренировки» Шульца в лечении своих пациентов. Вольф умер от лёгочного туберкулёза. Смысл его методики можно описать как метод самовнушения в состоянии релаксации или гипнотического транса. Сама методика аутогенной тренировки была достаточно сложной для выполнения в условиях лагеря, но всё же с основной задачей справлялась: с её помощью человеку удавалось мысленно удалять себя от места пребывания. Сам Франкл часто пользовался этой методикой, чтобы дистанцироваться от окружающих страданий, объективируя их.
«Так, я помню, как однажды утром шёл из лагеря, не способный больше терпеть голод, холод и боль в ступне, опухшей от водянки, обмороженной и гноящейся. Моё положение казалось мне безнадёжным. Затем я представил себя стоящим за кафедрой в большом, красивом, тёплом и светлом лекционном зале перед заинтересованной аудиторией, я читал лекцию на тему „Групповые психотерапевтические опыты в концентрационном лагере“ и говорил обо всём, через что прошёл. Поверьте мне, в тот момент я не мог надеяться, что настанет тот день, когда мне действительно представится возможность прочесть такую лекцию».
И наконец, что самое важное, их группа психологической помощи предотвращала самоубийства: Франкл организовал службу информации, и когда кто-нибудь выражал суицидальные мысли или проявлял действительное намерение покончить с собой, то ему тут же сообщали об этом.
"Что было делать? Мы должны были пробуждать волю к жизни, к продолжению существования, к тому, чтобы пережить заключение. Но в каждом случае мужество жить или усталость от жизни зависела исключительно от того, обладал ли человек верой в смысл жизни, в своей жизни. Девизом всей проводившейся в концлагере психотерапевтической работы могут служить слова Ницше: «Тот, кто знает, „зачем“ жить, преодолеет почти любое „как“».
Этой же основой Франкл пользовался для создания своей методики психотерапевтической помощи — логотерапии. По мнению Франкла, в человеке можно увидеть не только стремление к удовольствию или волю к власти, но и стремление к смыслу. Именно от обращения к смыслу существования зависел результат психотерапии в лагере. Этот смысл для человека, находящегося в лагере в экстремальном, пограничном состоянии, должен был быть безусловным смыслом, включающим в себя не только смысл жизни, но также смысл страдания и смерти. Беспокойство большинства заключённых можно было выразить вопросом: «Переживём ли мы лагерь?» Другой вопрос, который задавали Виктору Франклу, был таков: «Имеют ли смысл эти страдания, эта смерть?» Если отрицательный ответ на первый вопрос для большинства людей делал бессмысленными страдания и попытки пережить заключение, то отрицательный ответ на второй вопрос делал бессмысленным само выживание.
Франкл считал, что объективный взгляд на испытываемые страдания помогает выжить. Он и его соратники, среди которых были Лео Бек и Регина Йонас, прилагали все усилия, чтобы помочь заключённым преодолеть отчаяние и предотвратить самоубийства. Франкл создал службу психогигиены для больных и тех, кто утратил волю к жизни. Он читал лекции о нарушениях сна, душе и теле, о медицинской поддержке для души, о психологии альпинизма и горных массивах северных Альп, о здоровье нервной системы, экзистенциальных проблемах в психотерапии и о социальной психотерапии. 29 июля 1943 года Франкл организовал закрытое заседание научного общества.
19 октября 1944 года Франкл был переведён в концентрационный лагерь Аушвиц, где провёл несколько дней и был далее направлен в Тюркхайм, один из лагерей системы Дахау, куда прибыл 25 октября 1944 года. Здесь он провёл следующие шесть месяцев в качестве чернорабочего. Его жена была переведена в концентрационный лагерь Берген-Бельзен и там погибла. Отец Франкла скончался в Терезинштадте от отёка легких, мать была убита в Аушвице.
27 апреля 1945 года Франкл был освобождён советскими войсками. Из членов семьи Франкла выжила только сестра, эмигрировавшая в Австралию.

## Послевоенный период
После двух лет семи месяцев заключения в концлагерях Франкл вернулся в Вену. В 1945 году он закончил свою всемирно известную книгу «Сказать жизни „Да!“: Психолог в концлагере». В книге описан опыт заключённого с точки зрения психиатра.
Вскоре после окончания войны Франкл высказал идею о примирении. В 1946 году он возглавил неврологическое отделение Венской больницы общего профиля и находился на этом посту до 1971 года. В 1947 году он женился на Элеоноре Катарине Швиндт. Вторая жена Франкла была католичкой. Супруги с уважением относились к религиозным традициям друг друга, посещали церковь и синагогу, праздновали Рождество и Хануку. У них родилась дочь Габриэль, которая впоследствии стала детским психологом.
В 1948 году Франкл получил степень доктора философии в Венском университете. В диссертации «Бессознательный Бог»
он исследует отношения между психологией и религией и выступает за использование сократического метода в процессе самопознания для вхождения пациента в контакт со своим духовным бессознательным.
В 1955 году Франкл стал профессором неврологии и психиатрии Венского Университета, а также посещал с лекциями Гарвардский университет.
В послевоенные годы Франкл опубликовал более тридцати двух книг, многие из которых были переведены на иностранные языки. Франкл также посетил с лекциями и семинарами большое число стран и стал обладателем двадцати девяти почётных докторских степеней.
Виктор Франкл умер 2 сентября 1997 года от сердечной недостаточности. Его пережили члены семьи: жена Элеонора, дочь Габриэль Франкл-Весели, внуки Катарина и Александр, правнучка Анна Виктория.

## Описание методики терапии Франкла
В своём основополагающем труде «Человек в поисках смысла» (опубликован в 1959 году под названием «Из лагеря смерти к экзистенциализму», первое издание вышло в 1946 году под названием «Trotzdem Ja zum Leben sagen: Ein Psychologe erlebt das Konzentrationslager») Франкл описывает личный опыт выживания в концентрационном лагере и излагает свой психотерапевтический метод нахождения смысла во всех проявлениях жизни, даже самых страшных, тем самым создавая стимул к продолжению жизни. Франкл являлся одним из главных основателей экзистенциальной терапии, его труды послужили источником вдохновения для представителей гуманистической психологии.
Терапевтический метод Франкла относят к категории экзистенциальной терапии. Франкл, посвятивший свою карьеру изучению экзистенциального подхода, пришёл к выводу, что отсутствие смысла является главнейшим стрессом для человека. Франкл отождествлял экзистенциальный невроз с кризисом бессмысленности жизни.
Есть мнение, что именно Франкл придумал определение «воскресный невроз», характеризующее подавленное состояние и ощущение пустоты, которое люди часто испытывают по окончании трудовой недели. Франкл отмечал, что такое состояние происходит из-за так называемого экзистенциального вакуума, который характеризуется ощущением скуки, апатии и пустоты. Человек при этом ощущает сомнение, потерю цели и смысла деятельности.

## Переводы на русский
- Франкл В. Человек в поисках смысла: Сборник / Пер. с англ. и нем. Д. А. Леонтьева, М. П. Папуша, Е. В. Эйдмана. — М.: Прогресс, 1990. — 368 с.: ил. — ISBN 5-01-001606-0.
- Франкл В. Доктор и душа / Пер. с англ. — СПб.: Ювента, 1997.
- Франкл В. Основы логотерапии. Психотерапия и религия / Пер. с нем. — СПб.: Речь, 2000.
- Франкл В. Воля к смыслу = The will to meaning / Пер. с англ. — М.: Апрель Пресс; Эксмо-Пресс, 2000. — 97 с. — ISBN 5-04-005753-9.
- Франкл В. Воля к смыслу / Виктор Франкл; пер. с англ. — М.: Альпина нон-фикшн, 2022. — 228 с. — ISBN 978-5-91671-848-5
- Франкл В. Психотерапия на практике / Пер. с нем. — СПб.: Речь, 2001.
- Франкл В. Теория и терапия неврозов: Введение в логотерапию и экзистенциальный анализ / Пер. с нем. — СПб.: Речь, 2001.
- Франкл В. Сказать жизни «Да!»: психолог в концлагере / Пер. с нем. — М.: Смысл, 2004.
- Франкл В. Сказать жизни «Да!»: психолог в концлагере / Пер. с нем. — М.: Альпина Нон-фикшн, 2009. — 239 с. — ISBN 978-5-9167-1031-1.
- Франкл В. Воспоминания = Was nicht in meinen Buchern steht Lebenserinnerungen. — М.: Альпина нон-фикшн, 2015. — 196 с. — ISBN 978-5-91671-445-6.
- Франкл В. Логотерапия и экзистенциальный анализ: Статьи и лекции = Logotherapie und Existenzanalyse. — М.: Альпина нон-фикшн, 2016. — 344 с. — ISBN 978-5-91671-542-2.
- Франкл В. Страдания от бессмысленности жизни. Актуальная психотерапия = Das Leiden am sinnlosen Leben. Psychotherapie für heute. — Новосибирск: Сибирское университетское издательство, 2016. — 96 с. — ISBN 978-5-379-02044-6.
- Виктор Франкл. Подсознательный бог. Психотерапия и религия = Viktor E. Frankl. Der unbewußte Gott. Psychotherapie und Religion. — М.: Альпина нон-фикшн, 2022. — 218 с. — ISBN 978-5-00139-517-1..